# Kings Island

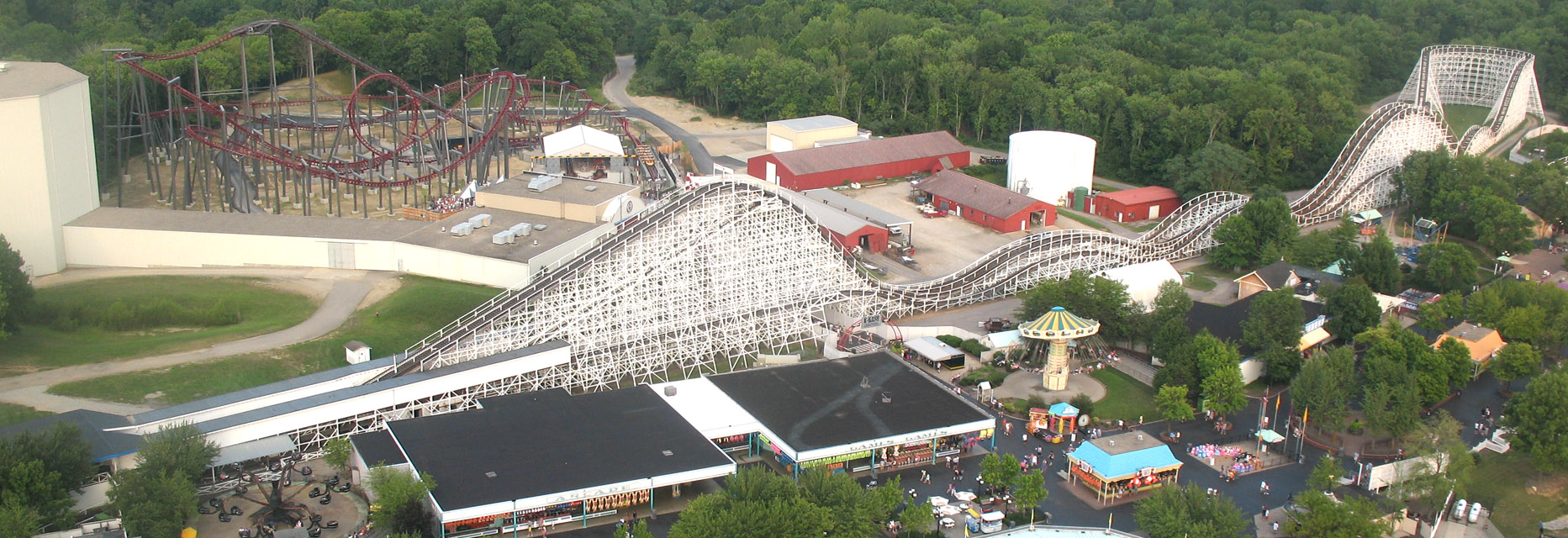
Panorama do Kings Island.

Kings Island é um parque de diversões de 364 acres localizado a 39 km a nordeste de Cincinnati em Mason, Ohio, Estados Unidos. De propriedade e operado pela Cedar Fair, o parque foi inaugurado em 1972 pela Taft Broadcasting Company. Foi parte de um esforço maior para mover e expandir Coney Island, um popular destino de resort ao longo das margens do rio Ohio, que era propenso a inundações frequentes. Depois de mais de 300 milhões de dólares em investimentos de capital, o parque possui mais de 100 atrações, incluindo quinze montanhas-russas e um parque aquático de 33 acres (13 ha).